# Penaoola
Genre
Penaoola est un genre d'araignées aranéomorphes de la famille des Desidae.

## Distribution
Les espèces de ce genre sont endémiques d'Australie-Méridionale.

## Liste des espèces
Selon World Spider Catalog (version 18.5, 18/11/2017) :
- Penaoola algida Davies, 1998
- Penaoola madida Davies, 1998

## Publication originale
- Davies, 1998 : A revision of the Australian metaltellines (Araneae: Amaurobioidea: Amphinectidae: Metaltellinae). Invertebrate Taxonomy, vol. 12, no 2, p. 211-243.